# Hugo Bruckmann

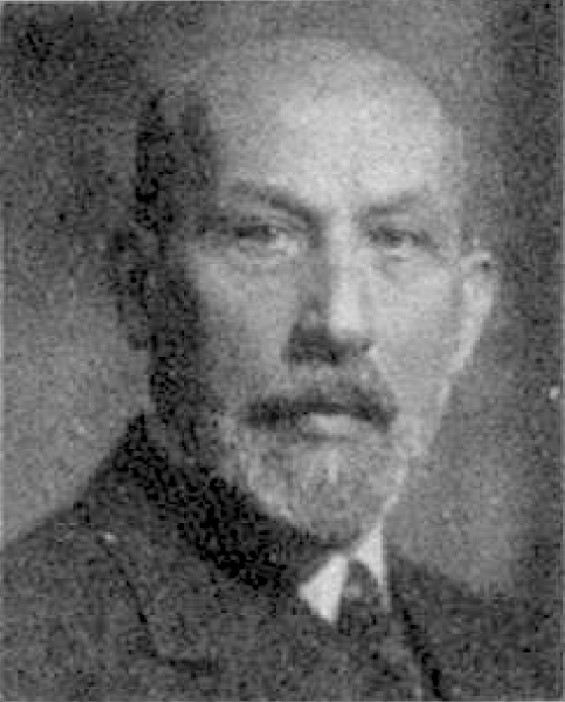
Hugo Bruckmann

Hugo Bruckmann (n. 13 octombrie 1863, München - d. 3 septembrie 1941, München) a fost un proprietar de editură din Germania și deputat în Reichstagul german (1932-1941).
A fost cel mai mic fiu al editorului Friedrich Bruckmann. După decesul tatălui, a condus editura F. Bruckmann KAG, împreună cu fratele său, Alphonse. În 1898 s-a însurat cu Elsa, principesă de Cantacuzène (1865-1947).
Cuplul a făcut parte, încă de la început, din mișcarea național-socialistă, lucru dovedit de numerele lor mici de pe legitimațiile de membru în partid (91, respectiv 92). Au fost printre persoanele influente din Bavaria care l-au introdus cu succes pe tânărul Adolf Hitler în lumea bună a Münchenului anilor ´20.
Din 1928 amândoi au fost sprijinători publici ai Societății Național-Socialiste pentru Cultura Germană. Din 1930 Bruckmann a fost și membru al conducerii "Uniunii de Luptă pentru Cultura Germană" a lui Alfred Rosenberg. Din 1932 și până la moartea a activat ca deputat în Reichstagul german (de altfel, lipsit de putere politică după 1933).
După retragerea lui Oskar von Miller, Bruckmann a intrat în 1933 și în colectivul de conducere al "Muzeului German (Deutsches Museum)". Numirea lui avea ca scop reducerea influenței politice în administrarea muzeului. S-a opus cu succes cerințelor de a scoate toate cărțile evreiești din muzeu. Având puțină experiență în domeniul științelor naturale și al tehnicii, conducerii conservatoare a muzeului nici nu i-a fost teamă că Bruckmann ar putea să se amestece în problemele zilnice ale muzeului.
După moartea președintelui Paul von Hindenburg, Bruckmann s-a aflat printre cei care au semnat apelul artiștilor germani pentru organizarea unui "plebiscit" în vederea combinării funcțiilor de președinte și de cancelar (adică șef de guvern) în Germania nazistă.
În 1937 deputatul s-a implicat cu succes în favoarea lui Henri Nannen (care fusese dat afară din universitate pentru ultraj, fiindu-i interzis să mai lucreze). În 1939, după începerea războiului, Bruckmann a avut grijă să-și plaseze editura în categoria "întreprinderilor importante pentru război".
A murit în 1941, fiind înmormântat cu onoruri de stat.